# حزب ملی ترقی مردم افغانستان
حزب ملی ترقی مردم افغانستان یکی از احزاب سیاسی در افغانستان هست که پس از ادغام دو حزب حزب ملی افغانستان و حزب ترقی وطن در تاریخ ۱۴ میزان ۱۳۹۱ بنیانگذاری شد. در جریان یک کنفرانس در تاریخ ذکر شده دو حزبی که سال‌های قبل به نام‌های «حزب ملی افغانستان» و «حزب ترقی وطن» در وزارت عدلیه دولت جمهوری اسلامی افغانستان رسماً ثبت گردیده بود و به طور مستقل فعالیت می‌کردند، وحدت عام و تام سیاسی و سازمانی خویش را اعلام کردند.

## برنامه های حزب
حزب ملی ترقی مردم افغانستان ، سازمان تجددگرا، تحول طلب، دموکراتیک، ترقی‌خواه و طرفدار عدالت اجتماعی است.استقرار دولت حقوقی، تقسیم قدرت میان ارگان های ثلاثه دولت وادارت مرکزی و محلی، برابری هموطنان در برابر قانون و قضا، اصل مسوولیت دولت، جامعه و فرد در برابر همدیگر را از اولویتهای مبارزه سیاسی خود می‌شمارد.

## اهداف حزب
راهیابی و تاثیرگذاری نیروهای دموکراتیک به روند تحولات سیاسی و سمت دهی اوضاع کنونی به سوی امنیت و ثبات پایدار و اصلاحات در نظام سیاسی کشور، به ویژه اصلاحات به سود لایه‌های تهیدست جامعه، تشکل نیروهای مترقی، ملی، دموکرات و عدالت‌خواه در سازمان بزرگ سراسری واحد به عنوان یک الزامیت تاریخی، مبرمیت داشته است.

## اساسنامه حزب
اساسنامه ی حزب در ۵ فصل و ۳۳ ماده به تصویب رسیده و برنامه‌های حزب در خصوص تنظیم حیات درونی حزب و  حقوق، وظایف و صلاحیت‌های اعضا و ارگان‌های حزبی وضع گردیده. 